# Fanatik
Fanatik ist eine 1995 erstmals produzierte täglich erscheinende Sportzeitschrift in türkischer Sprache. Sie wird in der Türkei, wo sie mit einer Auflage von 250.000 die auflagenstärkste Sportzeitung ist, publiziert; Verlagsort ist Istanbul. Sie ist vergleichbar mit der deutschen Zeitschrift kicker. Es existierten regionalisierte Ausgaben für den deutschen und österreichischen Markt. Verlagshaus ist Hürriyet Kurumsal, gedruckt wird die Zeitung im Berliner Format. Seit 2000 ist Fanatik Mitglied der Vereinigung European Sports Magazines. Zudem wurde die Zeitung ab 1995 auch in Deutschland vertrieben. Da jedoch die Absatzzahlen (weniger als 8000 Exemplare) in Deutschland massiv einbrachen, wurde der Deutschlandvertrieb wieder eingestellt.
Im März 2018 wurde ihre zugehörige Dogan-Mediengruppe von der Erdoğan- und AKP-nahen Demirören Holding aufgekauft.